# Argyrogramma omicron
Argyrogramma omicron là một loài bướm đêm trong họ Noctuidae.